# Radesingel 7 (Groningen)
Het pand Radesingel 7 in de Nederlandse stad Groningen is een monumentaal herenhuis.

## Beschrijving
Het herenhuis is onderdeel van de 19e-eeuwse bebouwing aan de zuidzijde van de Radesingel. Het werd in 1898 gebouwd, in een eclectische stijl, naar een ontwerp van opzichter-bouwkundige W.P. Ros.
Het gebouw bestaat uit twee bouwlagen boven een souterrain en is opgetrokken in roodbruine baksteen op een rechthoekige plattegrond. De asymmetrische voorgevel is drie raamtraveeën breed. De rechter travee risaleert en heeft op de bel-etage een rechthoekige erker, die rust op twee bewerkte geprofileerde consoles aan de onderzijde versierd met gorgonen. De entree bevindt zich in het risaliet, afgesloten met een segmentboog. De portiek heeft een hardstenen stoep en wordt omzoomd door smeedijzer hekwerk dat zich voortzet langs het souterrain. In de bovenlichten boven de deuren is glas in lood aangebracht.
De twee rondboogvensters op de begane grond worden omlijst door bogen van vertand metselwerk en een sluitsteen van opengewerkte kunststeen. Onder de vensterbanken zijn verdiepte velden gevuld met vierkante tegels (vermoedelijk oorspronkelijk sgraffito-tableaus). De boogtrommels boven de rechtgesloten vensters op de bel-etage bevatten sgraffito-panelen in de vorm van een driepasboog met afbeeldingen van een mannen- en een vrouwenhoofd tegen een hemelsblauwe achtergrond (mogelijk Aurora en Meridies). De bovenlichten zijn ook hier ingevuld met glas in lood. De gevel wordt afgesloten door een decoratief fries, samengesteld uit gemetselde stenen in wafelpatronen. Het pand heeft een afgeknot zadeldak, oorspronkelijk gedekt met grijze kruispannen. De dakpannen zijn aan de voorzijde vervangen door een Hollandse pan.
Het pand bestond oorspronkelijk uit een beneden- en een bovenwoning, deze werden in 2005 samengevoegd. De dubbele entree werd daarbij gehandhaafd en de gevel werd gerestaureerd.

### Waardering
Het pand wordt beschermd als gemeentelijk monument, onder meer vanwege "zijn architectuurhistorische waarden, gelet op de esthetische kwaliteiten van het ontwerp en tot uiting komend in de rijk uitgevoerde architectuur van de voorgevel" en "vanwege de zeldzaamheid en (driepas)vorm van de twee sgraffito-panelen boven de vensters op de bel-etage, voorbeelden van deze techniek zijn in Groningen spaarzaam".